# آني فونك
آني فونك (بالإنجليزية: Annie Funke)‏ هي ممثلة أمريكية، ولدت في 9 أبريل 1985 في إدموند في الولايات المتحدة.

## وصلات خارجية
- آني فونك على موقع IMDb (الإنجليزية)
- آني فونك على موقع قاعدة بيانات الفيلم (الإنجليزية)